# Perydium

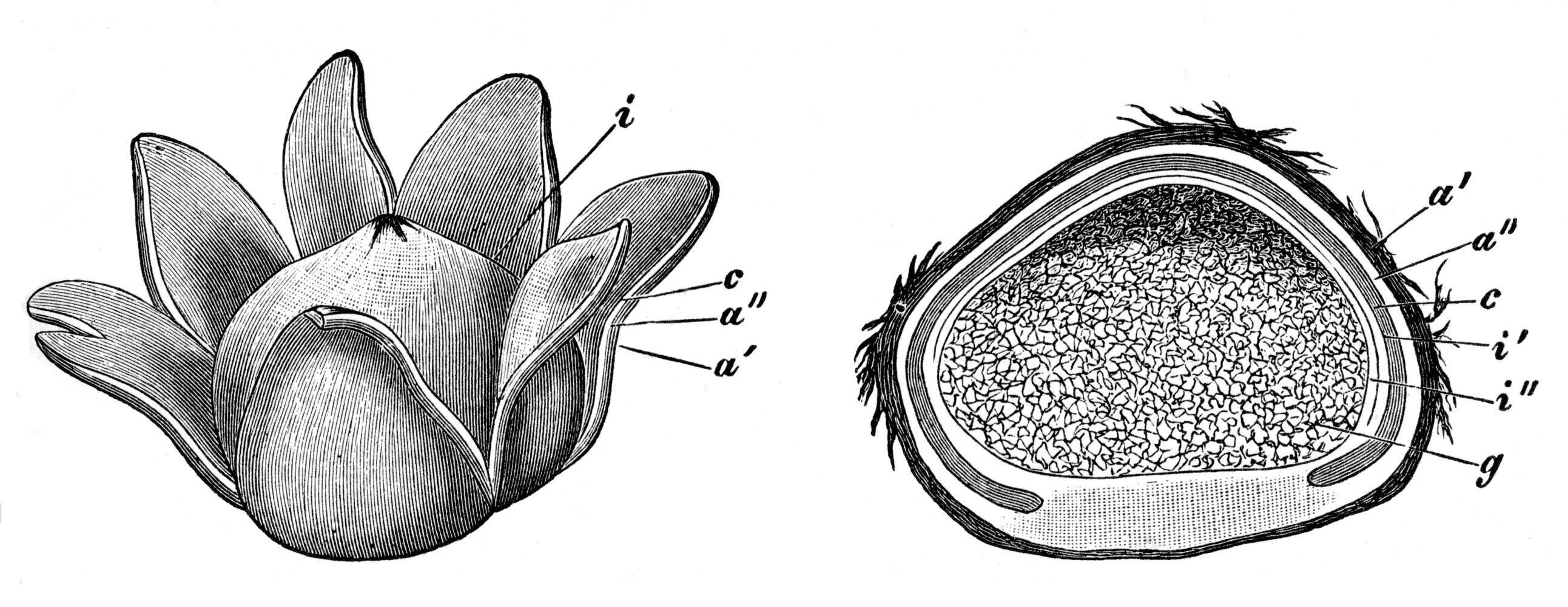
Okrywa u promieniaka wilgociomierza (z lewej strony otwarta, z prawej zamknięta)

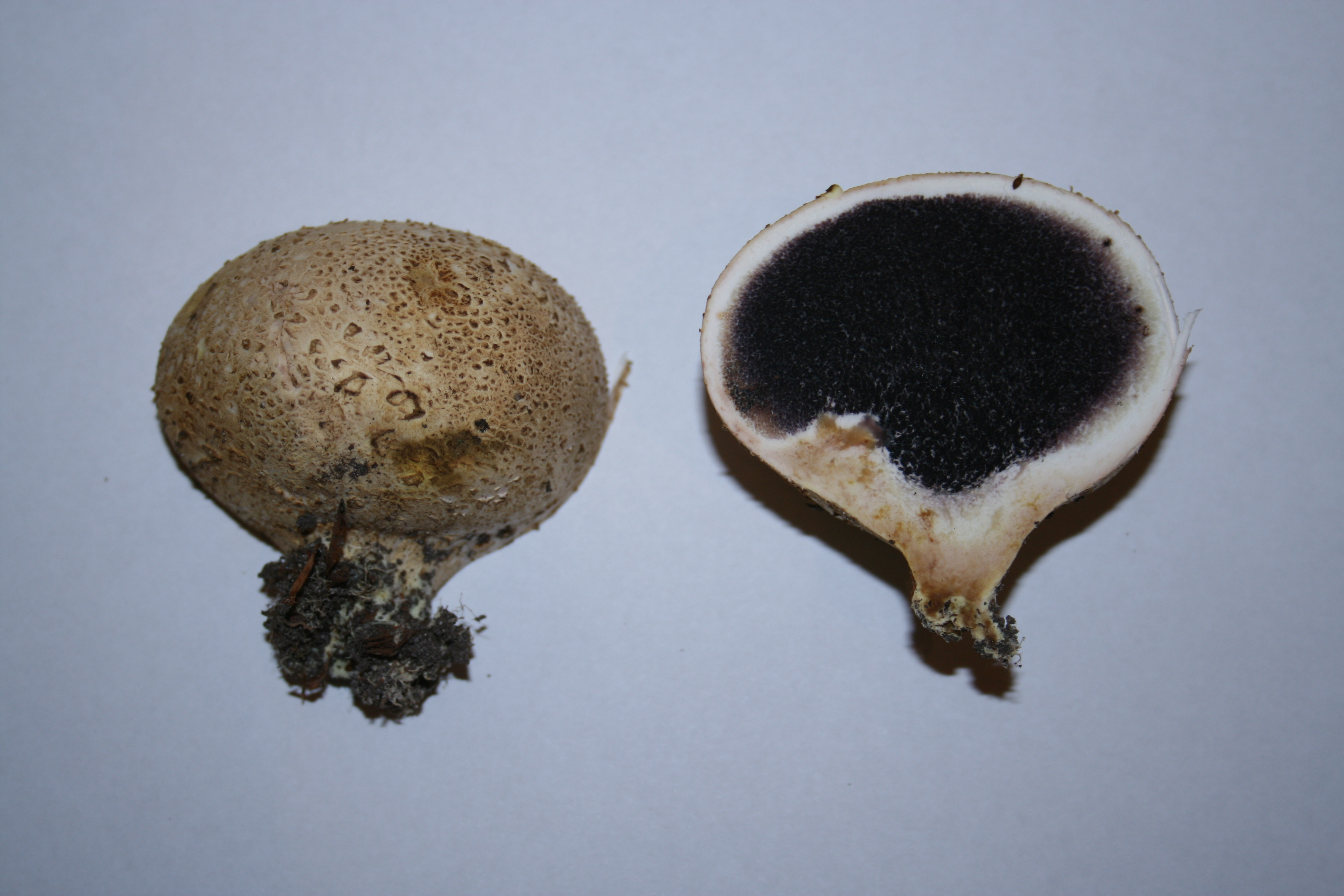
Przekrój owocnika tęgoskóra pospolitego. Widoczna okrywa (biała) i hymenium (czarne)

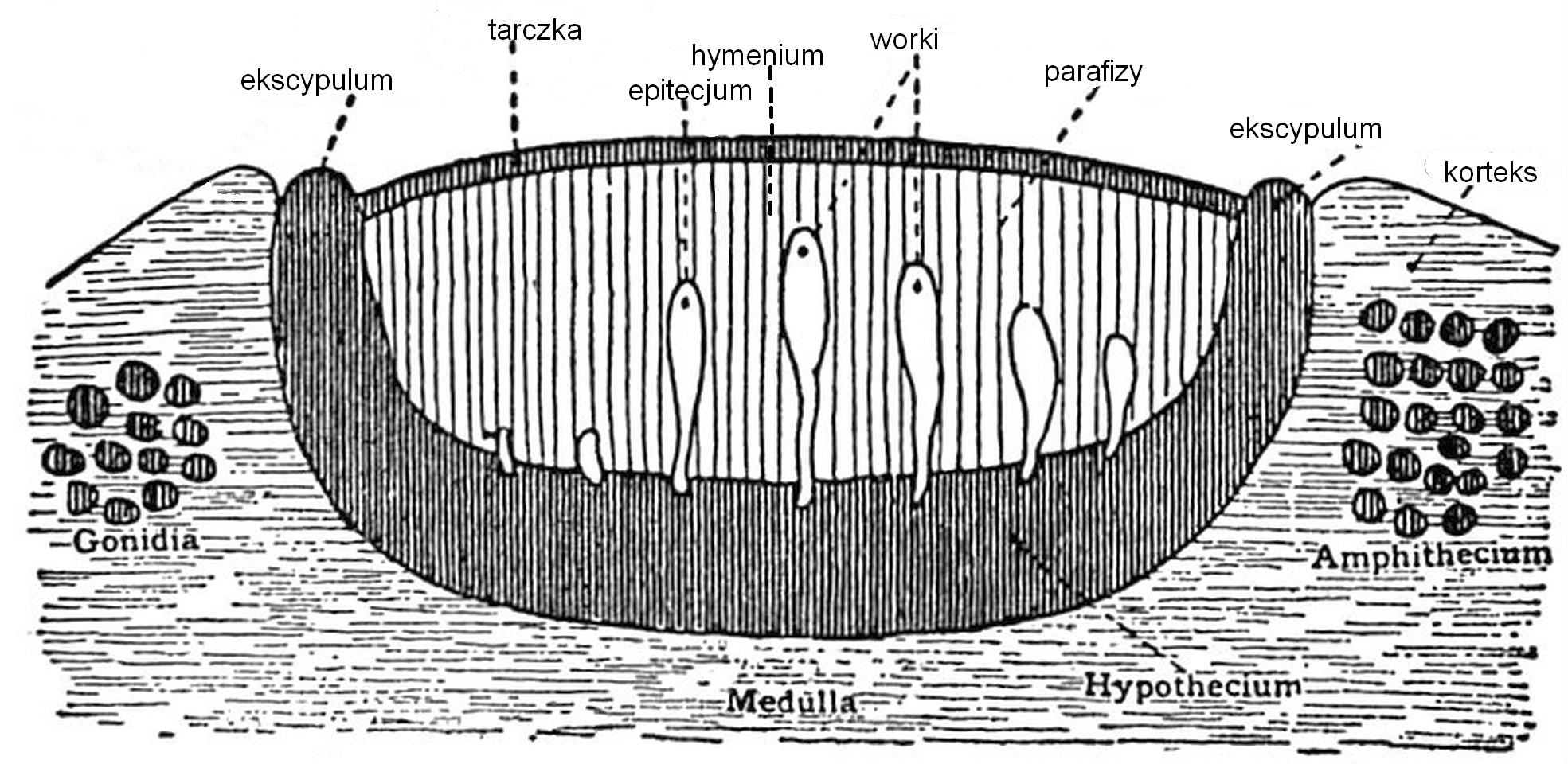
Budowa apotecjum

Okrywa, perydium (łac. peridium) – osłona otaczająca owocniki.

## Perydium u wnętrzniaków
U wnętrzniaków. Występuje np. w rodzinach tęgoskórowate, piestrówkowate i in. Okrywa początkowo szczelnie otacza cały owocnik, a wewnątrz niej znajduje się warstwa rodzajna (gleba), w której powstają zarodniki. Po ich dojrzeniu okrywa otwiera się lub odpada, umożliwiając zarodnikom rozsiewanie się. Dawniej grzyby posiadające taki zamknięty owocnik zaliczano do grupy wnętrzniaków. W obecnej klasyfikacji systematycznej grzybów grupy takiej nie wyróżnia się.
W zależności od gatunku okrywa może mieć różną grubość; może być pergaminowata, gruba, gumowata, a nawet twarda. Może się składać z jednej, dwóch, lub trzech warstw. W trzywarstwowej okrywie są to:
- okrywa zewnętrzna (egzoperydium, ektoperydium). Zewnętrzna część podwójnej osłony. Może być gładka lub wyposażona w kolce, brodawki, wyrostki. Jest nietrwała. Po dojrzeniu zarodników pęka promieniście (np. u rodzaju gwiazdosz), lub odpada (jak u kurzawek);
- okrywa środkowa (mezoperydium);
- okrywa wewnętrzna (endoperydium). Po dojrzeniu zarodników otwiera się na szczycie jednym otworem, lub rozrywa. Jest dość trwała i zazwyczaj pozostaje po otwarciu się lub odpadnięciu okrywy zewnętrznej[3].

Budowa okrywy i jej barwa odgrywają dużą rolę w identyfikacji gatunków. Jej zewnętrzna warstwa może być gładka, łuskowata, podzielona na poletka, pokryta brodakami, kolcami itp. U gatunków półpodziemnych, które wytwarzają owocniki pod ziemią, a w trakcie ich dojrzewania wynurzają się nad ziemię, okrywa jest zwykle zróżnicowana na dwie lub więcej warstw, przy czym warstwa zewnętrzna zwykle przechodzi w brodawki lub kolce. W przeciwieństwie do tego, warstwa wewnętrzna pozostaje ciągła i gładka, aby zachować zarodniki. Czasami, jak w przypadku Gastera, liczba warstw jest większa i egzoperydium ostatecznie rozdziela się od wierzchołka na zmienną liczbę zaostrzonych płatów, jednakże warstwa wewnętrzna pozostaje nienaruszona dzięki wyraźnej ostioli na wierzchołku. Natomiast grzyby podziemne, np. trufla (Tuber), mają na ogół tylko jedno sztywne perydium przypominające skórkę o powierzchni o barwie od żółtobrązowej do brudnożółtej i pokryte łuskami.

## Perydium w owocnikach workowców
Nazwy perydium używa się także do określenia ściany owocników u innych grup grzybów. W owocnikach workowców (zwanych askokarpami) wyróżnia się kilka typów budowy. W owocnikach typu klejstotecjum, chasmotecjum i perytecjum perydium zbudowane jest zazwyczaj z kilku warstw, rzadziej z jednej. W apotecjach wyrastające z subhymenium perydium tylko częściowo otacza hymenium, a znajdujące się w nim wstawki często wyrastają ponad worki, gdzie rozszerzając się i splątując ze sobą tworzą warstwę osłaniającą worki (tzw. epitecjum). Boczne ściany apotecjum to ekscypulum i hypotecjum zbudowane z warstwy zewnętrznej i wewnętrznej. Strzępki tworzące ekscypulum i hypotecjum mogą mieć różny kształt i różnie z sobą są splątane. Jest to tzw. tekstura. Richard Paul Korf wyróżnił 7 typów tej tekstury:
- kulista – komórki kuliste lub o kształcie zbliżonym do kuli
- wielościenna – komórki o kształcie wieloboków, ściśle przylegające do siebie
- prostokątna – komórki o kształcie prostokątów, również ściśle przylegające do siebie
- strzępkowa – zbudowana z luźno ułożonych, nitkowatych komórek
- poplątana – komórki nitkowate, zbite
- równoległa – złożona z długich, zwartych, równolegle ułożonych komórek
- luźna – złożona z długich, równoległych, ale luźno ułożonych komórek.

Istnieją gatunki nie tworzące perydium, np. Rhizophagus fasciculatus.